# اولوکنت (آرهاوی)
اولوکنت (به ترکی استانبولی: Ulukent) یک منطقهٔ مسکونی در ترکیه است که در آرهاوی واقع شده‌است. اولوکنت  ۱۲۰ نفر جمعیت دارد.